# Albert Kost

Albert Kost

Friedrich Albert Kost (* 19. März 1897 in Niederaden; † 3. Juli 1947 ebenda) war ein deutscher Politiker (NSDAP).

## Leben und Wirken
Kost besuchte 1903 bis 1906 die Volksschule in Niederaden und 1906 bis August 1914 die Rektoratsschule in Leimen und das Realgymnasium (bis Unterprima) in Dortmund. Von 1914 bis 1918 nahm er als Freiwilliger am Ersten Weltkrieg teil: Im Krieg wurde er mit dem Eisernen Kreuz beider Klassen ausgezeichnet, bevor er schließlich in englische Kriegsgefangenschaft geriet, aus der er 1920 entlassen wurde. Am Ende des Krieges war er Leutnant der Reserve, 1920 bis 1923 arbeitete er auf dem väterlichen Hof und sammelte landwirtschaftliche Praxis auf anderen Höfen. Das Abitur hatte er 1914 als Kriegsabitur erworben. Er studierte 1923 bis 1925 in Münster und Jena Naturwissenschaften und Landwirtschaft. Das Studium schloss er 1925 als Diplom-Landwirt ab und arbeitete dann in der Vegetationszeit auf dem elterlichen Hof und im Winter als Landwirtschaftslehrer an der Landwirtschaftlichen Schule in Dortmund. Von 1929 bis 1933 arbeitete Kost als Leiter einer landwirtschaftlichen Beratungsstelle.
Zum 1. Dezember 1929 trat Kost in die NSDAP ein (Mitgliedsnummer 174.076). 1933 wurde er Mitglied des Westfälischen Provinzialausschusses und Preußischen Staatsrates. In den Jahren 1933 und 1934 war er Landesobmann, dann Landesbauernführer von Westfalen innerhalb des Reichsnährstandes. Damit wurde Kost automatisch Mitglied des Deutschen Reichsbauernrates, während er in den Reichsbund der Kinderreichen freiwillig eintrat. In der SS (Mitgliedsnummer 187.126) brachte er es bis zum Obersturmbannführer, während er für die Reichspropagandaleitung als Stoßtruppredner tätig war.
Ab November 1933 gehörte Kost dem nationalsozialistischen Reichstag an. Kost nahm als Soldat am Zweiten Weltkrieg teil, als Major und Abteilungskommandeur.